# 塞西尔·麦克马斯特
塞西尔·麦克马斯特（英語：Cecil McMaster，1895年6月5日—1981年9月11日），南非男子田径运动员。他曾代表南非参加1920年和1924年夏季奥林匹克运动会田径比赛，其中1924年奥运会获得一枚铜牌。